# Krzywe Koło
Krzywe Koło, německy Kriefkohl a česky lze přeložit jako Křivý Kruh nebo Křivé Kolo, je vesnice ve gmině Suchy Dąb v okrese Gdaňsk v severním Polsku. Geograficky se nachází na levém břehu veletoku Visla v mezoregionu Żuławy Wiślane v Pomořském vojvodství v Pomoří.

## Historie
Asi od roku 1310 bylo tehdejší místo majetkem Řádu německých rytířů Gdaňské komendy. První písemná zmínka pochází z roku 1345. Během třináctileté války mezi Řádem německých rytířů, Královským Pruskem a Korunou polského království se Krzywe Koło stalo od roku 1454 součástí Pomořanského vojvodství a připadlo městu Gdaňsk. Od roku 1793 patřilo Pruskému království a od roku 1807 je opět majetkem města Gdaňsk a od roku 1814 je opět majetkem Pruského království a od roku 1920 patřilo svobodnému městu Gdaňsk. Po druhé světové válce se Krzywe Koło stalo součástí Polské lidové republiky a později současného Polska. V letech 1945-1998 patřilo do již zaniklého Gdaňského vojvodství.

## Popis
Krzywe Koło je sídlem stejnojmenného sołectva. Vesnice má historické venkovské rozložení zástavby. V roce 2022 zde žilo 549 obyvatel. Vesnicí protéká říčka Motława (přítok Martwe Wisły).

### Pámátky
- Kostel Nalezení svatého Kříže - gotický kostel postavený na místě dřevěné kaple a později přestavován. Uvnitř se dochovalo téměř kompletní vybavení ze 17. a 18. století. Ve zdech kostela jsou umístěny kamenné dělové koule z dob švédských válek.
- Kříže ze 14. století.
- Dom podcieniowy - Mennonitský arkádový dům z počátku 19. století.
- Zaniklý luteránský hřbitov z 2. poloviny 18. století s několika náhrobky z 18. století.

### Další informace
Přes území vesnice vede turistická trasa a cyklotrasa Szlak Motławski a další cyklotrasy.

## Galerie

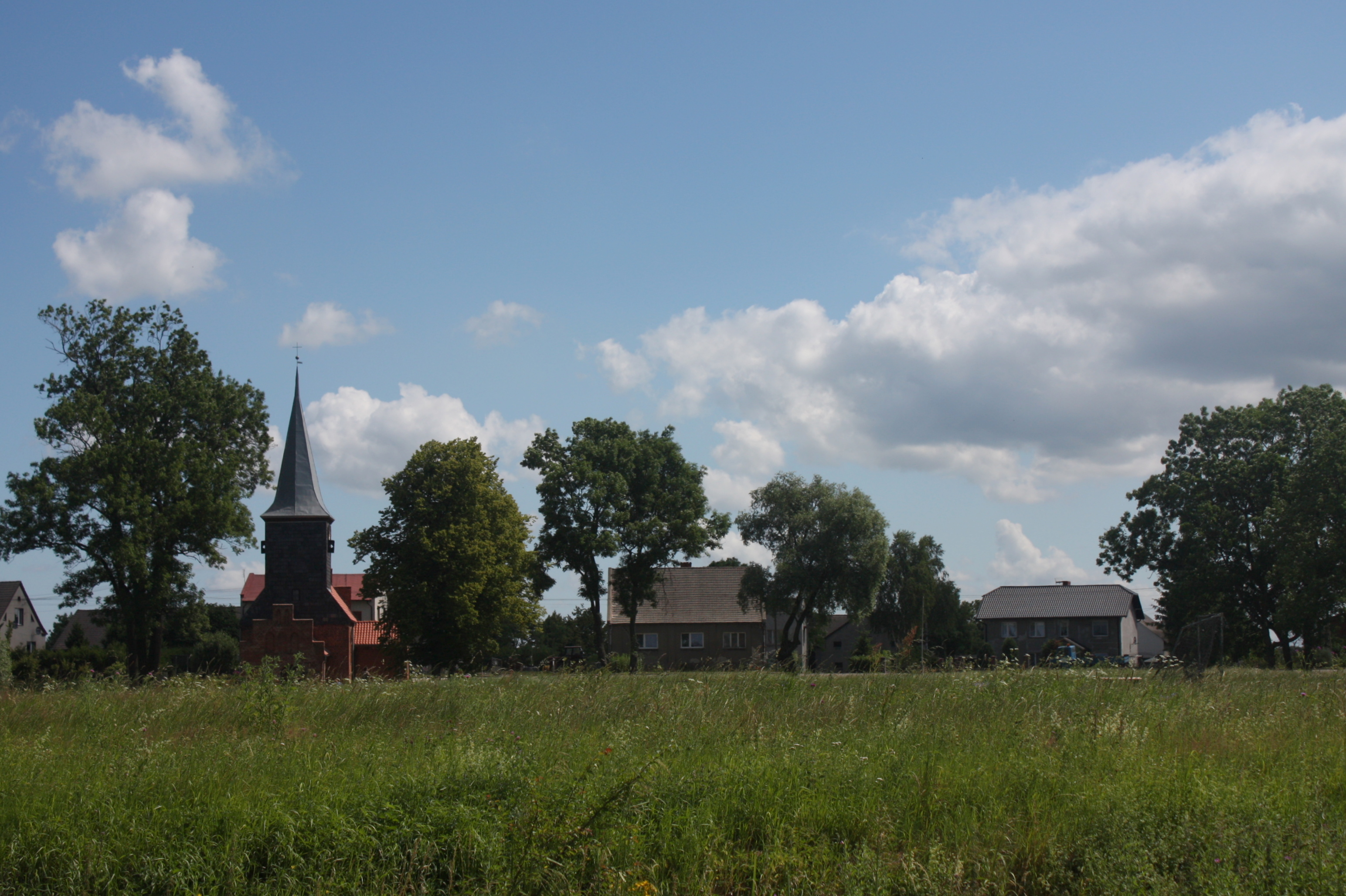
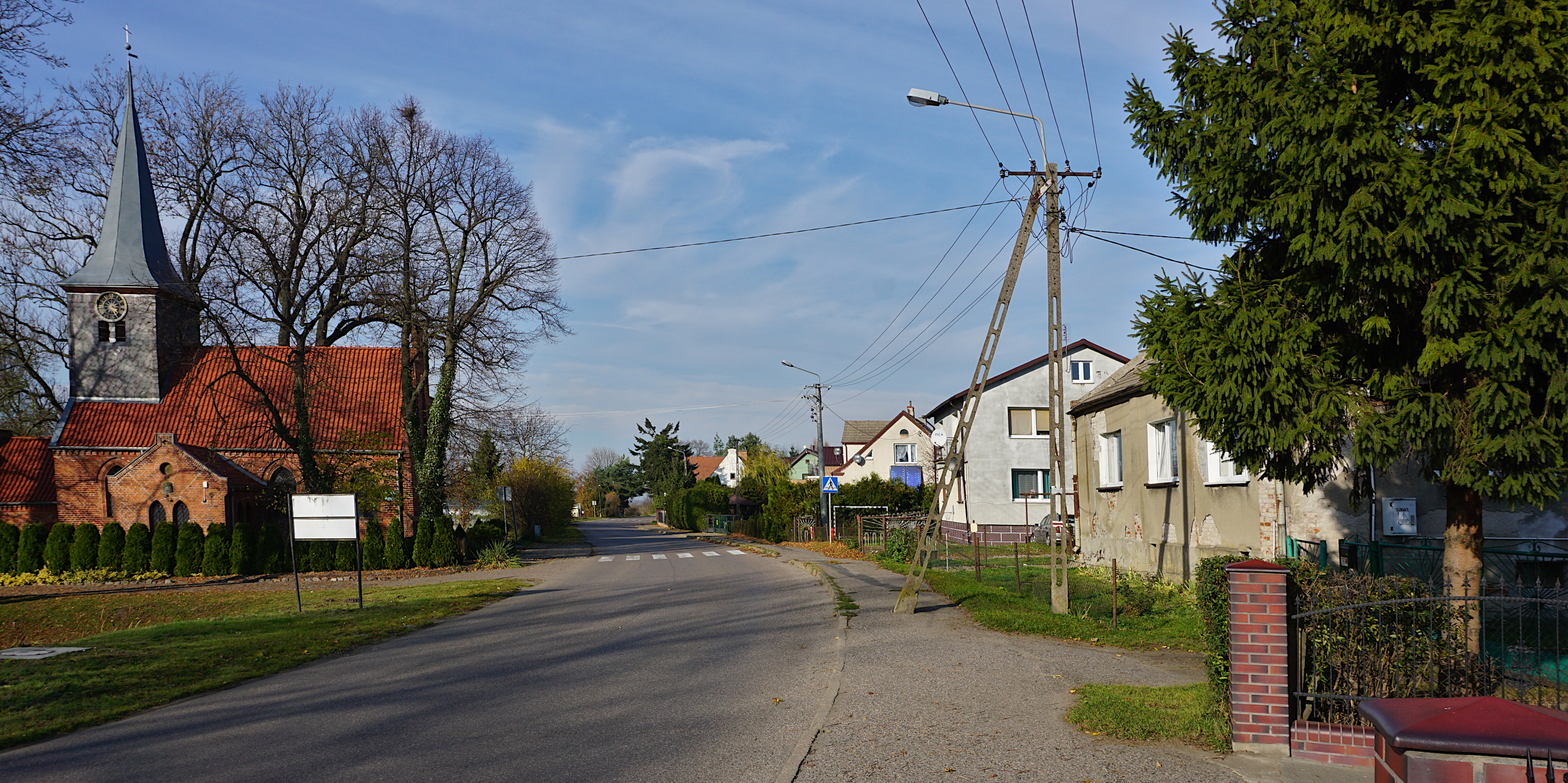
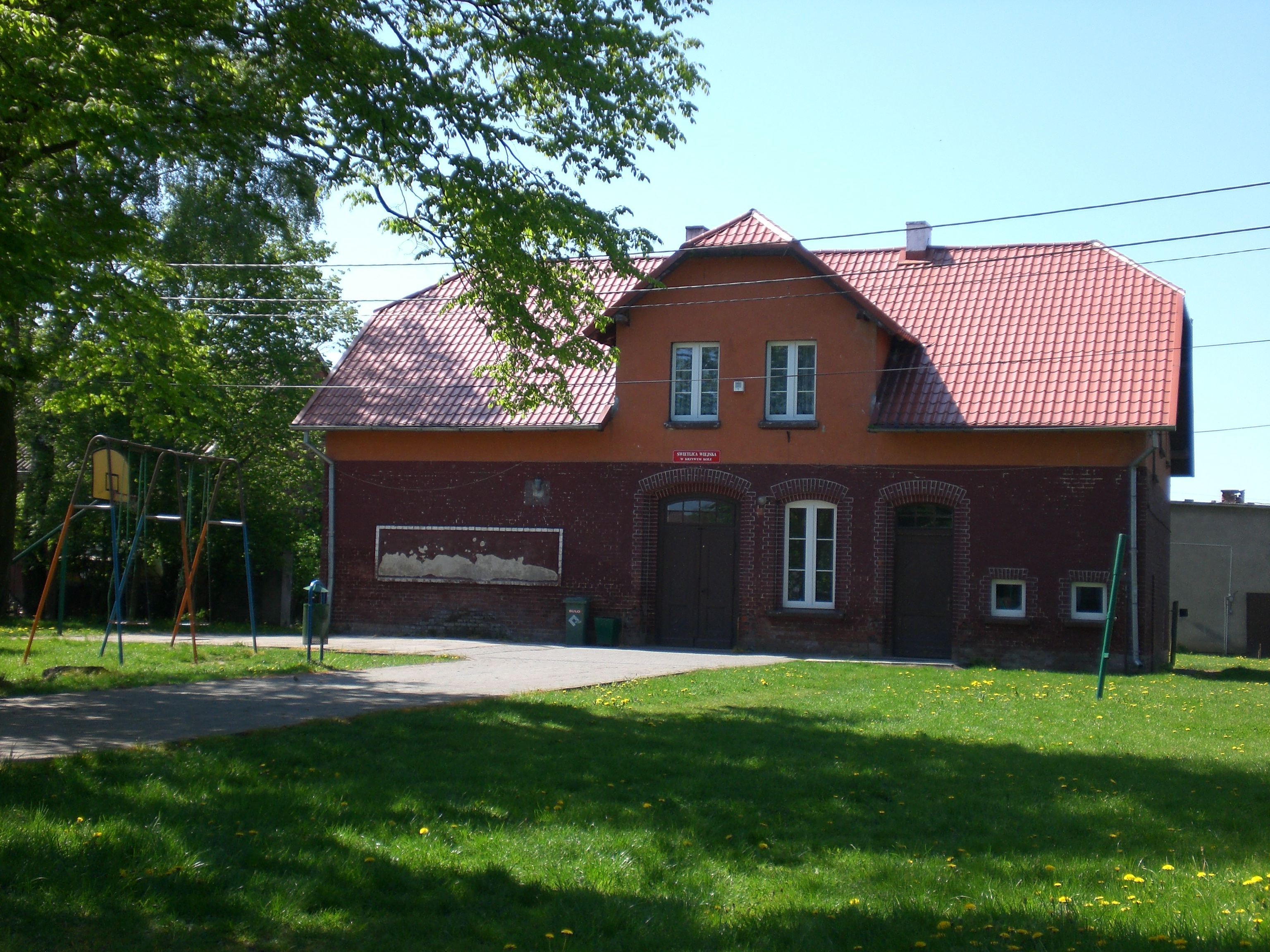
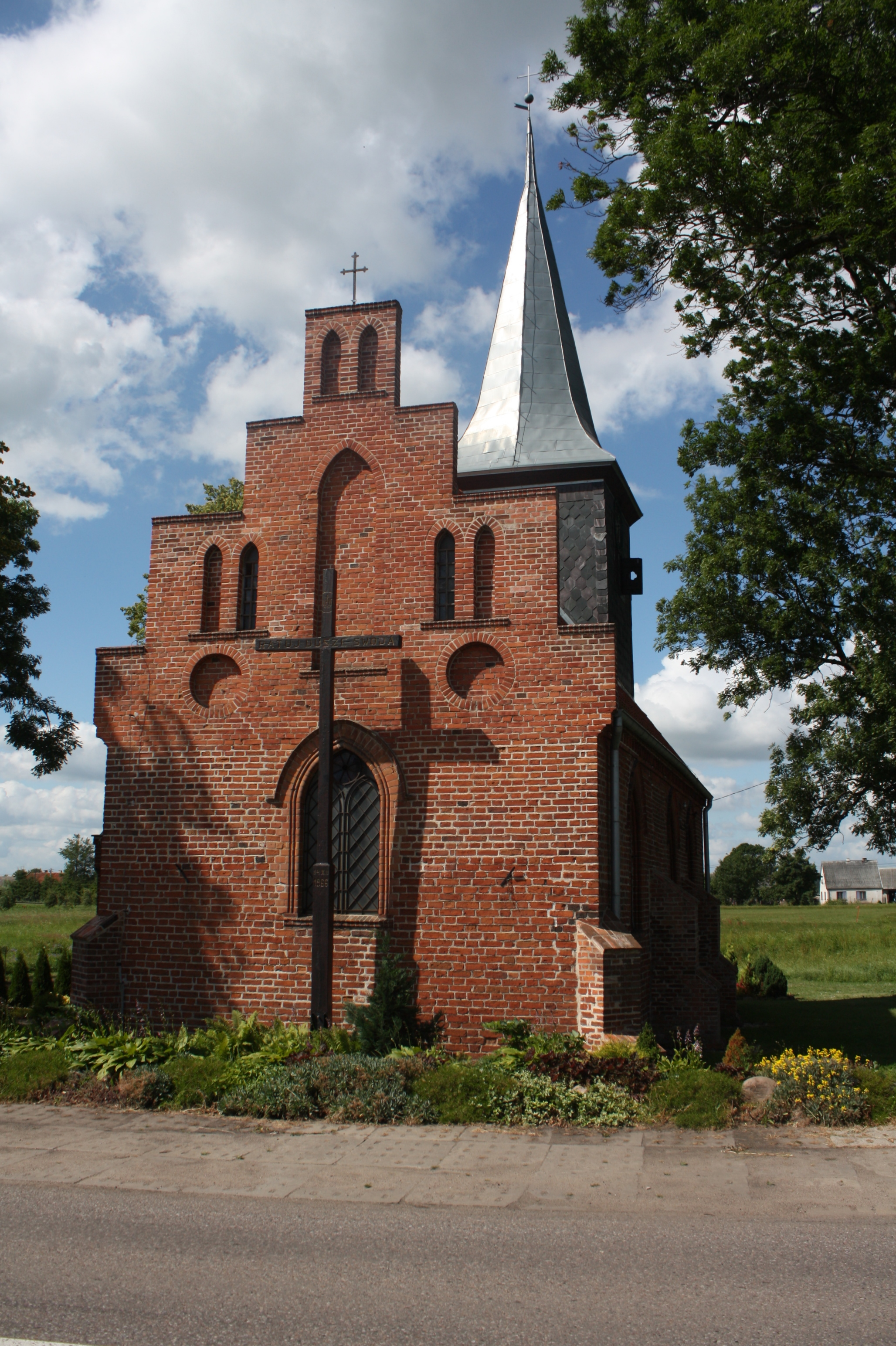
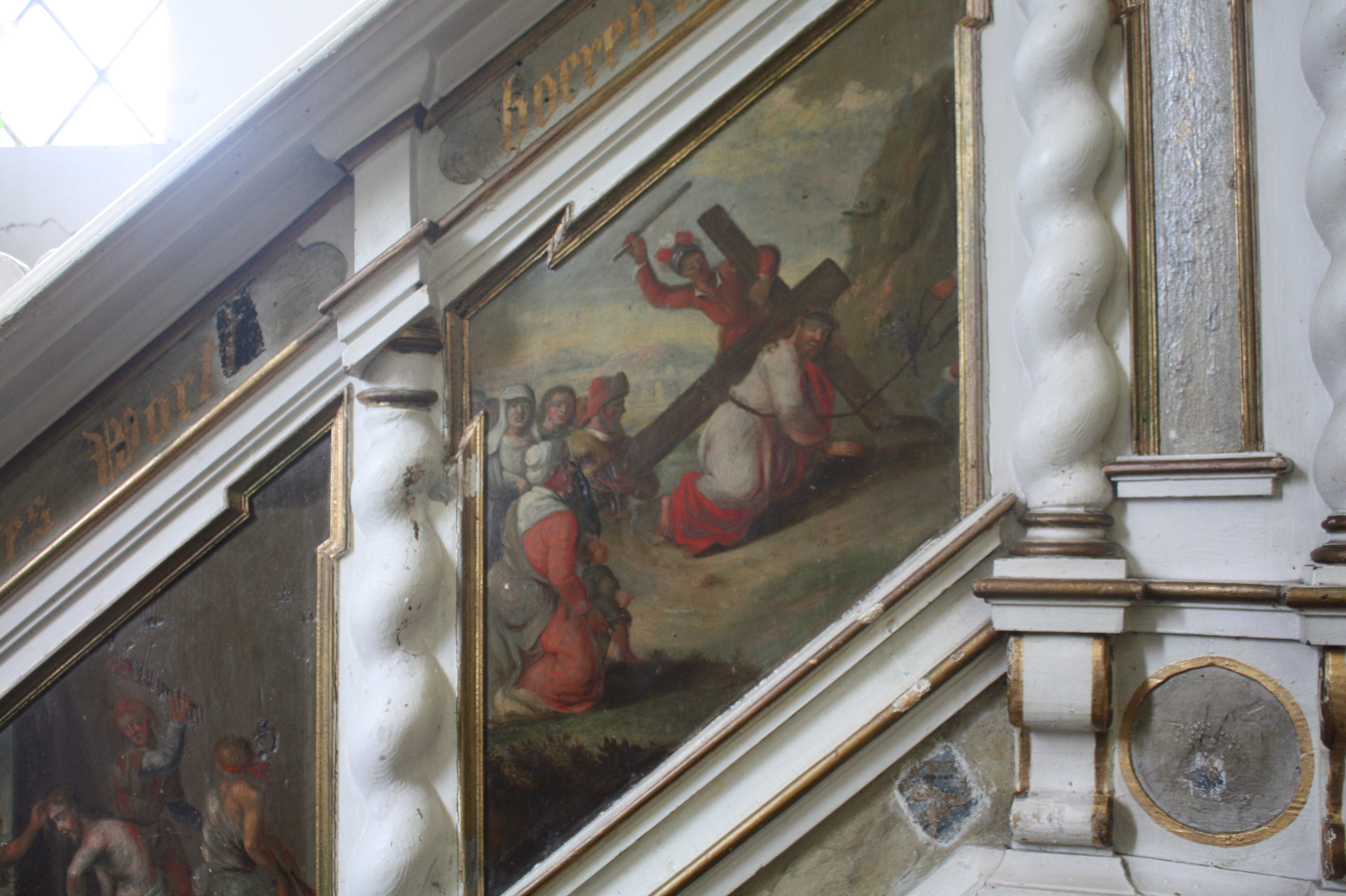
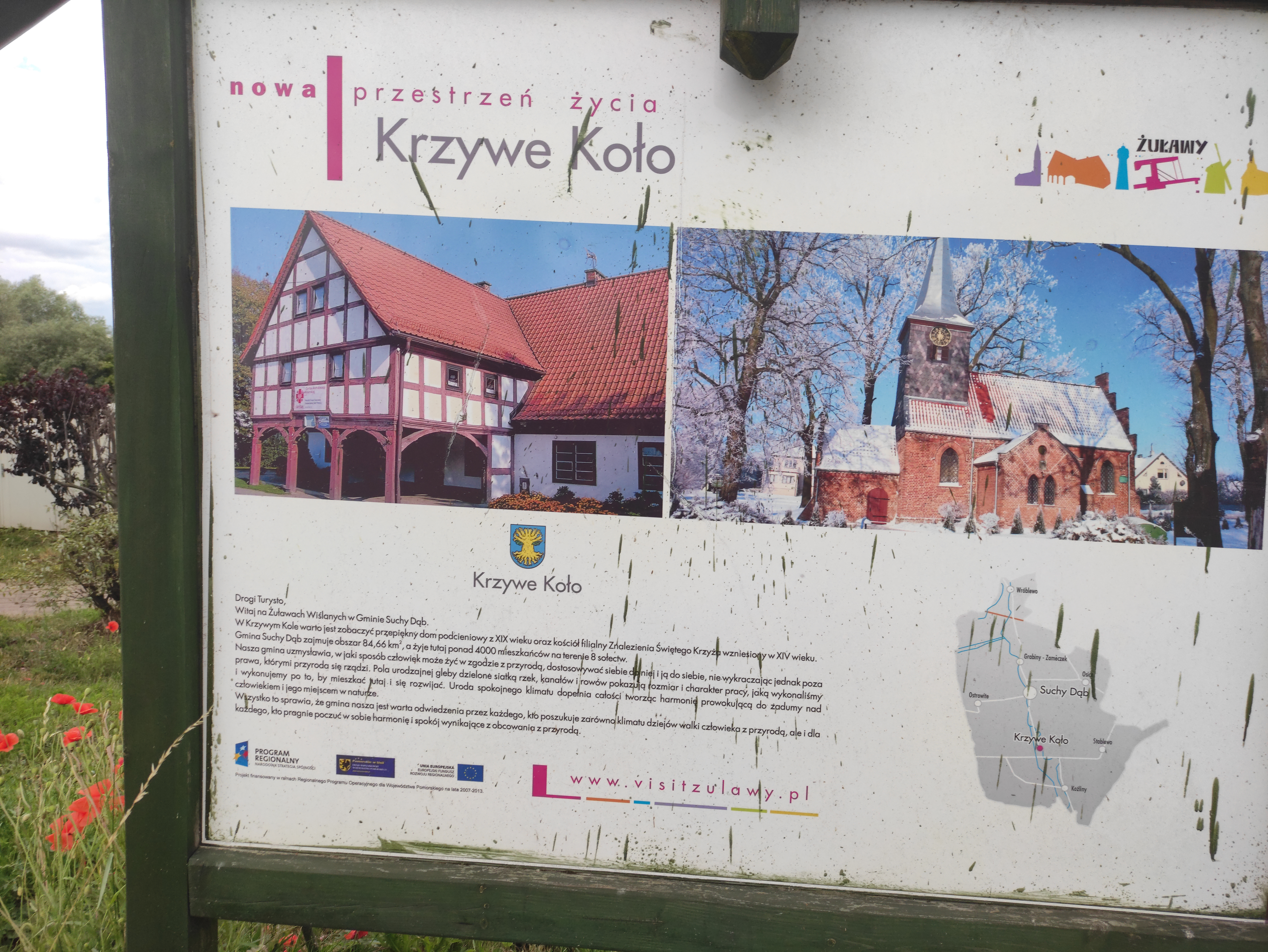